# Opuntia nuda
Opuntia nuda ist eine Pflanzenart in der Gattung der Opuntien (Opuntia) aus der Familie der Kakteengewächse (Cactaceae). Das Artepitheton nuda stammt aus dem Lateinischen, bedeutet ‚kahl‘ und verweist auf die fehlenden Dornen der Art.

## Beschreibung
Opuntia nuda wächst strauchig und erreicht Wuchshöhen von bis zu 80 Zentimeter. Die intensiv grünen, fast kreisrunden Triebabschnitte verkorken im Alter. Sie sind an ihrer Spitze gerundet und an der Basis verschmälert. Die Triebabschnitte sind bis zu 12 Zentimeter lang und bis zu 5 Zentimeter breit. Die weißlichen Areolen stehen 2,5 Zentimeter voneinander entfernt. Dornen sind nicht vorhanden.
Die roten Blüten erscheinen entlang der Ränder junger Triebabschnitte und erreichen Durchmesser von bis zu 3,5 Zentimeter. Die mehr oder weniger purpurfarbenen Früchte weisen Durchmesser von bis zu 2 Zentimeter auf.

## Verbreitung und Systematik
Opuntia nuda ist in Mexiko verbreitet. Die Art ist nur aus der Kultur bekannt.
Die Erstbeschreibung als Nopalea nuda durch Curt Backeberg wurde 1962 veröffentlicht. Gordon Douglas Rowley stellte die Art 1973 in die Gattung Opuntia.

## Nachweise